# 2 de 7 aixecat per sota
El 2 de 7 aixecat per sota, o torre de 7 aixecada per sota és un castell de 7 pisos d'alçada i dues persones per pis en el seu tronc, excepte els dos darrers pisos compostos per l'acotxador i l'enxaneta. Respecte al 2 de 7 té la peculiaritat que el castell s'inicia des de la part de dalt i després es van afegint pisos per sota que es van aixecant un per un amb l'ajuda directa de tres persones per cada pilar i el suport de la pinya.

## Història
Sembla que aquest castell es va realitzar per primer cop a la Festa Major de Tarragona de 1877 durant l'etapa que es coneix com a la primera època d'or dels castells, per part de la Colla Vella dels Xiquets de Valls, aleshores dirigida per l'històric cap de colla Isidre de Rabassó.
Aquest castell no es va intentar durant el segle xx fins que els Castellers de Sants foren els primers a intentar-lo al segle xxi, descarregant-lo al primer intent el 16 de novembre de 2008 a Terrassa. Havien passat 131 anys durant els que, de manera esporàdica, només algunes poques colles havien realitzat el 2 de 6 aixecat per sota.
Com que aquest castell no figura en la Taula de puntuacions del concurs de castells 2024, existeixen diferents opinions sobre la categoria on es cataloga aquest castell en comparació amb altres construccions aixecades per sota, com el 3d8ps. Si bé algunes opinions proposen poder-lo considerar gamma extra, la única colla en realitzar-lo ha manifestat consider-lo equivalent a un castell de la gamma alta de 8.

### Cronologia
La següent taula mostra una cronologia dels intents de 2 de 7 aixecat per sota fets fins a l'actualitat. Hi figuren les colles que l'han intentat, la data, la diada, la plaça, el resultat del castell, els altres castells intentats en l'actuació i un comentari de cada una de les temptatives.
| \| Núm. \| Colla \| Data \| Diada \| Plaça \| Resultat \| Actuació \| Notes \| \| ---- \| ------------------- \| ---------------------- \| ---------------------------------- \| --------------------------------------------- \| ----------- \| ----------------------- \| ---------------------------------------------------------------------------------------------------------------------------------------------- \| \| 1 \| Castellers de Sants \| 16 de novembre de 2008 \| XXX Diada dels Minyons de Terrassa \| Raval de Montserrat, Terrassa \| Descarregat \| 2d8f, 3d8, 2d7ps, P6(i) \| Primer 2d7ps descarregat de la història contemporània. Primer 2d7ps descarregat dels Castellers de Sants. Primer 2d7ps descarregat a Terrassa. \| \| 2 \| Castellers de Sants \| 8 de novembre de 2015 \| Diada dels Xics de Granollers \| 24a Diada dels Xics de Granollers, Granollers \| Descarregat \| 3d9f, 5d8, 2d7ps \| Primer 2d7ps descarregat a Granollers \| |                     |                        |                                    |                                               |             |                         | |
| Núm. | Colla               | Data                   | Diada                              | Plaça                                         | Resultat    | Actuació                | Notes |
| 1 | Castellers de Sants | 16 de novembre de 2008 | XXX Diada dels Minyons de Terrassa | Raval de Montserrat, Terrassa                 | Descarregat | 2d8f, 3d8, 2d7ps, P6(i) | Primer 2d7ps descarregat de la història contemporània. Primer 2d7ps descarregat dels Castellers de Sants. Primer 2d7ps descarregat a Terrassa. |
| 2 | Castellers de Sants | 8 de novembre de 2015  | Diada dels Xics de Granollers      | 24a Diada dels Xics de Granollers, Granollers | Descarregat | 3d9f, 5d8, 2d7ps        | Primer 2d7ps descarregat a Granollers |

## Colles

### Assolit
Actualment només hi ha 1 colla castellera que ha aconseguit carregar el 2 de 7 aixecat per sota. La taula següent mostra la data, diada i plaça en què les colles el carregaren i/o descarregaren per primera vegada:
| Núm. | Colla               | Carregat.              | Diada                              | Plaça                         | Descarregat            | Diada                              | Plaça                         |
| ---- | ------------------- | ---------------------- | ---------------------------------- | ----------------------------- | ---------------------- | ---------------------------------- | ----------------------------- |
| 1    | Castellers de Sants | 16 de novembre de 2008 | XXX Diada dels Minyons de Terrassa | Raval de Montserrat, Terrassa | 16 de novembre de 2008 | XXX Diada dels Minyons de Terrassa | Raval de Montserrat, Terrassa |

## Estadística
| Resultat              |
| --------------------- |
| Descarregat (D)       |
| Carregat (C)          |
| Intent (I)            |
| Intent desmuntat (ID) |

Actualitzat el 15 de març de 2024.

### Nombre de vegades
Des del primer intent el 2008 fins a l'actualitat s'han fet 2 temptatives d'aquest castell. Totes elles a càrrec dels Castellers de Sants.
| Núm. | Colla               | Resultats globals | Resultats globals | Resultats globals | Resultats globals | Total | Resultats parcials | Resultats parcials | Resultats parcials |
| Núm. | Colla               | D                 | C                 | I                 | ID                | Total | Assolit (D+C)      | No assolit (I+ID)  | Caigudes (C+I)     |
| ---- | ------------------- | ----------------- | ----------------- | ----------------- | ----------------- | ----- | ------------------ | ------------------ | ------------------ |
| 1    | Castellers de Sants | 2                 | 0                 | 0                 | 0                 | 2     | 2                  | 0                  | 0                  |

### Poblacions
Fins a l'actualitat el 2 de 7 aixecat per sota s'ha intentat a 2 poblacions diferents, Terrassa i Granollers. A totes dues s'ha pogut descarregar el castell.
| Núm.  | Població   | D | C | I | ID | Total |
| ----- | ---------- | - | - | - | -- | ----- |
| 1     | Terrassa   | 1 | 0 | 0 | 0  | 1     |
| 2     | Granollers | 1 | 0 | 0 | 0  | 1     |
| Total | Total      | 2 | 0 | 0 | 0  | 2     |